# BRIT Awards 2019
Die BRIT Awards 2019 wurden am 20. Februar 2020 in der Londoner O2 Arena verliehen. Moderator war wie schon im Vorjahr Jack Whitehall.
Erfolgreichste Künstler mit zwei gewonnenen Preisen waren The 1975 und Calvin Harris. Die meisten Nominierungen mit vier Stück teilten sich Anne-Marie, Dua Lipa und Jess Glynne.

## Auftritte

### Pre-Show
| Künstler    | Lieder             |
| ----------- | ------------------ |
| Jess Glynne | Thursday           |
| George Ezra | Hold My Girl       |
| Not3s Mabel | Fine Line My Lover |
| Little Mix  | Think About Us     |
| Sam Fender  | Play God           |

### Hauptshow
| Künstler                                          | Lieder                                                               |
| ------------------------------------------------- | -------------------------------------------------------------------- |
| Hugh Jackman                                      | The Greatest Show                                                    |
| George Ezra Hot 8 Brass Band                      | Shotgun                                                              |
| Little Mix Ms. Banks                              | Woman Like Me                                                        |
| Jorja Smith                                       | Don’t Watch Me Cry                                                   |
| Calvin Harris Rag ’n’ Bone Man Sam Smith Dua Lipa | Giant Promises One Kiss                                              |
| Jess Glynne H.E.R.                                | Thursday                                                             |
| The 1975                                          | Sincerity Is Scary                                                   |
| P!nk Dan Smith                                    | Walk Me Home Just like Fire Just Give Me a Reason Try What About Us? |

## Sieger und Nominierte
In diesem Jahr wurden die Nominierungen am 12. Januar veröffentlicht, die Preisverleihung folgte am 20. Februar.
| British Male Solo Artist (präsentiert von Daniel Sturridge und Paloma Faith) | British Female Solo Artist (präsentiert von H.E.R. und Nile Rodgers) |
| --- | --- |
| - George Ezra - Aphex Twin - Craig David - Giggs - Sam Smith | - Jorja Smith - Anne-Marie - Florence and the Machine - Jess Glynne - Lily Allen |
| British Breakthrough Act (präsentiert von Alice Levine und Clara Amfo) | British Group (präsentiert von Natalie Dormer und Vicky McClure) |
| - Tom Walker - Ella Mai - Idles - Jorja Smith - Mabel | - The 1975 - Arctic Monkeys - Gorillaz - Little Mix - Years & Years |
| British Single of the Year (präsentiert von Liam Payne und Winnie Harlow) | British Album of the Year (präsentiert von Jared Leto) |
| - Calvin Harris & Dua Lipa – One Kiss - Anne-Marie – 2002 - Clean Bandit featuring Demi Lovato – Solo - Dua Lipa – IDGAF - George Ezra – Shotgun - Jess Glynne – I’ll Be There - Ramz – I’m Barking - Rudimental featuring Jess Glynne, Macklemore & Dan Caplen – These Days - Sigala & Paloma Faith – Lullaby - Tom Walker – Leave a Light On | - The 1975 – A Brief Inquiry into Online Relationships - Anne-Marie – Speak Your Mind - Florence and the Machine – High as Hope - George Ezra – Staying at Tamara’s - Jorja Smith – Lost & Found |
| International Male Solo Artist (präsentiert von Jack Whitehall) | International Female Solo Artist (präsentiert von Jack Whitehall) |
| - Drake - Eminem - Kamasi Washington - Shawn Mendes - Travis Scott | - Ariana Grande - Camila Cabello - Cardi B - Christine and the Queens - Janelle Monáe |
| International Group (präsentiert von Jack Whitehall) | British Artist Video (präsentiert von Bros) |
| - The Carters - Brockhampton - Chic - First Aid Kit - Twenty One Pilots | - Little Mix featuring Nicki Minaj – Woman like Me - Calvin Harris & Dua Lipa – One Kiss - Clean Bandit featuring Demi Lovato – Solo - Dua Lipa – IDGAF - Liam Payne & Rita Ora – For You - Anne Marie – 2002 - Jax Jones featuring Ina Wroldsen – Breathe - Jonas Blue featuring Jack & Jack – Rise - Rita Ora – Let You Love Me - Rudimental featuring Jess Glynne, Macklemore & Dan Caplen – These Days |
| Critics’ Choice (präsentiert von Clara Amfo) | British Producer of the Year (präsentiert von Annie Mac und Suki Waterhouse) |
| - Sam Fender - Lewis Capaldi - Mahalia | - Calvin Harris |
| Global Success (präsentiert von Abbey Clancy und Roman Kemp) | Outstanding Contribution to Music (präsentiert von Khalid) |
| - Ed Sheeran | - Pink |